# BEEEEEEST
Albums de High and Mighty Color
Rock Pit
(2008) Swamp man
(2009)
Compilations par High and Mighty Color
10 Color Singles
(2007)
BEEEEEEST est la 2e compilation de High and Mighty Color, sorti au Japon le 26 novembre 2008 sous SME Records.

## Présentation
Il atteint la 42e place du classement de l'Oricon et reste classé pendant deux semaines. Les chansons ont été choisies par les fans à travers un vote.

## Liste des titres
| 1.  | Over ~Live@Okinawa Music Town~                       | 4:31  |
| 2.  | Ichirin no Hana (一輪の花)                           | 3:39  |
| 3.  | Dive into Yourself                                   | 3:46  |
| 4.  | Pride                                                | 4:20  |
| 5.  | Energy                                               | 5:15  |
| 6.  | "Here I am"                                          | 4:40  |
| 7.  | Oxalis (オキザリス)                                  | 4:29  |
| 8.  | Remember                                             | 4:39  |
| 9.  | Enrai ~Tooku ni Aru Akari~ (遠雷 ~遠くにある明かり~) | 4:23  |
| 10. | Notice                                               | 4:10  |
| 11. | Hummingbird                                          | 4:24  |
| 12. | Amazing                                              | 3:46  |
| 13. | Mirror                                               | 3:48  |
| 14. | For Dear...                                          | 4:19  |
| 15. | Toxic                                                | 4:15  |
| 16. | Talk (Bonus track)                                   | 10:25 |

| 1. | Amazing                      |  |
| 2. | Flashback (フラッシュバック) |  |
| 3. | Hot Limit                    |  |
| 4. | Remember                     |  |